# Army of God
Army of God (AOG) is de naam die door diverse groepen in een netwerk van christelijke terroristen in de Verenigde Staten wordt gebruikt. De naam werd voor het eerst gebruikt toen een abortusarts en zijn vrouw werden ontvoerd. De eis voor hun vrijlating was dat abortus verboden moest worden in de Verenigde Staten. 
Degenen die de naam AOG gebruiken zijn veelal rechts-extremisten die niet alleen tot geweld oproepen maar ook zelf terreurdaden tegen abortusartsen en -klinieken hebben gepleegd. Ook juichen leden van de AOG het ter dood veroordelen van homoseksuelen in Saoedi-Arabië toe. 
Aan de AOG zijn enkele rechts-extremistische politici geassocieerd, zoals Neal Horsley en veroordeelde misdadigers, zoals Eric Rudolph die tijdens de Olympische Spelen van 1996 in Atlanta een bom legde. 